# Jed Wentz
Jed Wentz (New Brighton (Pennsylvania), 1º luglio 1960) è un flautista e direttore d'orchestra statunitense.

## Biografia e carriera
Wentz ha studiato flauto traverso e traversiere al Conservatorio di Oberlin con Robert Willoughby e Michael Lynn conseguendo nel 1981 il bachelor in musica; in seguito ha studiato al Conservatorio Reale dell'Aia con Barthold Kuijken ottenendo nel 1985 il master of music. Dagli anni ottanta si esibisce come solista in Europa e negli Stati Uniti insieme a orchestre come Musica Antiqua Köln, Les Musiciens du Louvre, Capriccio Stravagante Paris e il Gabrieli Consort. Durante gli anni novanta è stato molto attivo come direttore d'orchestra. Nel 1992 ha fondato l'orchestra Musica ad Rhenum, con sede nei Paesi Bassi, con la quale si esibisce in tutto il mondo sia come flautista che come direttore.
Jed Wentz si dedica alla musica del XVII e XVIII secolo, di cui si occupa con approccio filologico anche in varie riviste specializzate (fra le quali Early Music, Concerto, Tijdschrijft voor Oude Muziek). Nel 2010 ha conseguito un dottorato all'Università di Leida discutendo una tesi dal titolo The Relationship between Gesture, Affect and Rhythmic Freedom in the Performance of French Tragic Opera from Lully to Rameau. Dal 1994 è parte del corpo docente del Conservatorio di Amsterdam, ma insegna anche in altri conservatori come la Royal Academy of Music e il Conservatorio Reale dell'Aia. Nel 2012 è stato consulente artistico dell'Utrecht Early Music Festival.
Come solista e direttore d'orchestra ha registrato fin dagli anni novanta più di trenta CD per varie case discografiche come Vanguard Classics, Brilliant Classics e Challenge Classics. Nel 1995, in seguito alla registrazione delle sonate per flauto traverso di Pietro Antonio Locatelli, la Fondazione Cini l'ha premiato per la migliore incisione di musica italiana. Nel 2006 è uscita presso Brillant Classics l'integrale delle sonate di Michel Blavet.

## Pubblicazioni parziali
- con Anne Smith, Gustav Maria Leonhardt in Basel. Portrait of a Young Harpsichordist, in Pedro Memelsdorff e Thomas Drescher (a cura di), Basler Jahrbuch für Historische Musikpraxis, vol. 34, Werk, Werkstatt, Handwerk – Neue Zugänge zum Material der Alten Musik, Amadeus, Winterthur 2014, ISBN 978-3-905786-13-2, pagg. 229–244.